# Zwei Rhapsodien op. 79

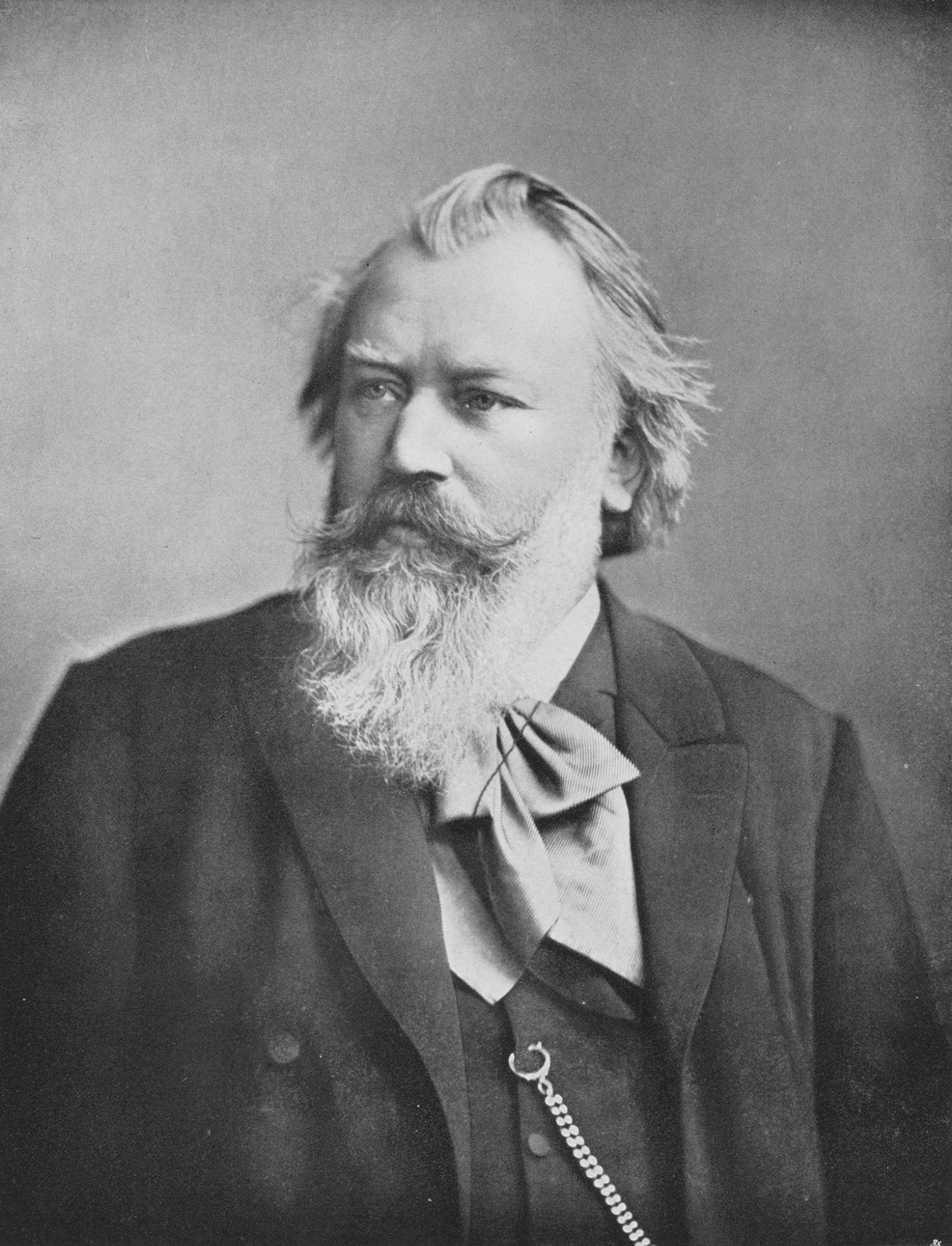
Johannes Brahms (1889)

Die Zwei Rhapsodien op. 79 sind Klavierkompositionen von Johannes Brahms, die 1879 während seines Sommeraufenthalts in Pörtschach am Wörther See entstanden und am 20. Januar 1880 in Krefeld uraufgeführt wurden.
Mit der vergleichsweisen Länge, dem musikalischen Gehalt und den dramatischen Spannungsbögen erinnern die Stücke in h- und g-Moll an die Stimmungswelt der Balladen und setzen sich von den kürzeren Werken dieser Schaffensphase ab, die mit den ebenfalls überwiegend in Pörtschach geschriebenen Acht Klavierstücken op. 76 begann.
Eine weitere Besonderheit ist der formale Rahmen des Sonatenhauptsatzes der g-Moll-Rhapsodie, den Brahms hier letztmals für sein Klavierwerk verwendete.

## Zur Musik

### Rhapsodie Nr. 1
Der Form nach ist die h-Moll-Rhapsodie (alla breve, Agitato) ein Rondo der Struktur A-B-A-C-A-B-A. Das Ritornell hat ungarischen Charakter, ist durch einen punktierten Rhythmus und Triolen schwungvoll geprägt und wird von einer (in den ersten drei Tönen chromatisch) niedersinkenden Unterstimme begleitet, die ebenfalls von der rechten Hand gespielt wird. Die Linke sorgt durch absteigende Achtelmotive für Unruhe und übernimmt im fünften und neunten Takt das Anfangsmotiv des Themas.
Nach einer das ostinate und dominantische Fis umspielenden Überleitungsgruppe setzt der Abschnitt B mit Takt 30 ein.
Das sehnsüchtig aufsteigende, von fließenden Achteln begleitete Seitenthema in d-Moll findet sich in Edvard Griegs Åses Tod aus seiner Schauspielmusik Peer Gynt wieder. Nach drei wuchtigen B-Dur-Akkorden in Takt 39 verarbeitet Brahms Motivteile des ersten Themas in stellenweise sinfonischer Klangfülle bis zum Fortissimo in Takt 60. Nach zwei aufwärts rasenden 32-Läufen, die an die Spielpraxis des Zymbals erinnern, wiederholt er das erste Thema und leitet zum innigen Trio (molto dolce espressivo) in H-Dur über, das mit Takt 94 beginnt.
Wie das zweite setzt auch das ihm ähnliche dritte, von einem Orgelpunkt im Sopran klanglich bereicherte Thema mit einem Quartschritt ein und wird von einer durchgehenden Achtelbewegung im Bass begleitet. Nach dem Trio wiederholt Brahms den A-B-A-Abschnitt und lässt eine ergreifende Coda folgen, die im Bass, von Achtelfiguren der rechten Hand begleitet, das schmerzliche zweite Thema in sehnsüchtiger Erinnerung aufnimmt. Im langsamer werdenden, pianissimo gehaltenen Verlauf der Coda erklingt der Quartsprung des nun nach H-Dur geführten Themas bis zum tröstlichen Ausklang viermal.

### Rhapsodie Nr. 2
Die Rhapsodie in g-Moll (alla breve, Molto passionato, ma non troppo allegro) wird in allen auftaktig eingeleiteten Teilen von Triolen bestimmt und überrascht mit einer sonatenartigen Durchführung. Das erste, sich überwiegend in Dur bewegende achttaktige Thema schraubt sich mit gebrochenen Akkorden nach oben, die für den zweiten und dritten Melodieton ein Übergreifen der Hände verlangen und wird von wuchtigen Oktavsprüngen im Bass begleitet. Erst im launisch-widerspenstigen Nachsatz, der gegenläufige Triolen-Figuren auf beide Hände verteilt und die fließende Bewegung unterbricht, wird das Tongeschlecht Moll erreicht.
Der lyrische, mit dem chromatischen Triolenmotiv A-B-A einsetzende Seitensatz führt mit seinen Wechselnoten über einer weitgeschwungenen Begleitung eine Stimmung schmerzlichen Drängens ein. Die mit Takt 20 mezza voce beginnende Schlussgruppe greift die Triole des zweiten Themas auf und wiederholt sie, neben pochenden Vierteln, in gespenstischer Monotonie in der Mittelstimme, während der Bass mit einer monomanisch aufsteigenden Oktavfigur zu hören ist. In der mit Takt 33 beginnenden, dynamisch sehr variablen Durchführung verarbeitet Brahms den ersten und dritten Gedanken, während die Kantilene erst in der Reprise ab Takt 98 erneut erklingt.

## Einzelheiten
Wie bei vielen seiner späteren Klavierwerke ist auch für diese Gruppe die Namensgebung eher sekundär. So sind die Kompositionen trotz der „ungarisch“ anmutenden Thematik des Ritornells im ersten Stück nicht mit den größtenteils hochvirtuosen Ungarischen Rhapsodien von Franz Liszt verwandt, zumal ihnen das rhapsodisch-improvisatorische Element fehlt, das die Werke Liszts auszeichnet. So sollte die h-Moll-Rhapsodie zunächst „Capriccio“ heißen, was die Ambivalenz der Begrifflichkeit belegt, die deswegen als Verlegenheitslösung betrachtet werden kann. Fritz Simrock gegenüber hatte Brahms zugegeben, nicht recht im Klaren zu sein, wie er seine Klavierstücke op. 76 eigentlich nennen sollte.
Die Stücke zeigen einige harmonische Besonderheiten. So spielt die Tonika gegenüber der Dominante in beiden Werken eine nur untergeordnete Rolle. Bereits zu Beginn der ersten Rhapsodie löst sich das dominantische Fis-Dur nach einem zunächst verminderten Klang erst mit dem zweiten Versuch für einen Moment in die Tonika h-Moll auf, erreicht aber nach chromatischen Sequenzen und Modulationen ab Takt 9 bald fis-Moll, das auf diese Weise eine tonikale Bedeutung erhält.
Im zweiten Stück überrascht Brahms die Hörer nach dem dominantischen Auftakt mit dem Trugschluss des Gegenklanges Es-Dur statt des erwarteten g-Moll. Die Durchführung wiederum ist tonikal bestimmt und widerspricht somit der Erwartung an die Sonatenform, sich in diesem Satzteil möglichst weit von der Tonika zu entfernen.